# Бейтенпост
Бейтенпост (нід. Buitenpost) — село в нідерландській провінції Фрисландія. Найбільший населений пункт і адміністративний центр муніципалітету Ахткарспелен.
Його площа становить 18,55км², а населення станом на 2021 рік складало 5 770 осіб.
Перша згадка про населений пункт датується 1388 роком.

## Галерея

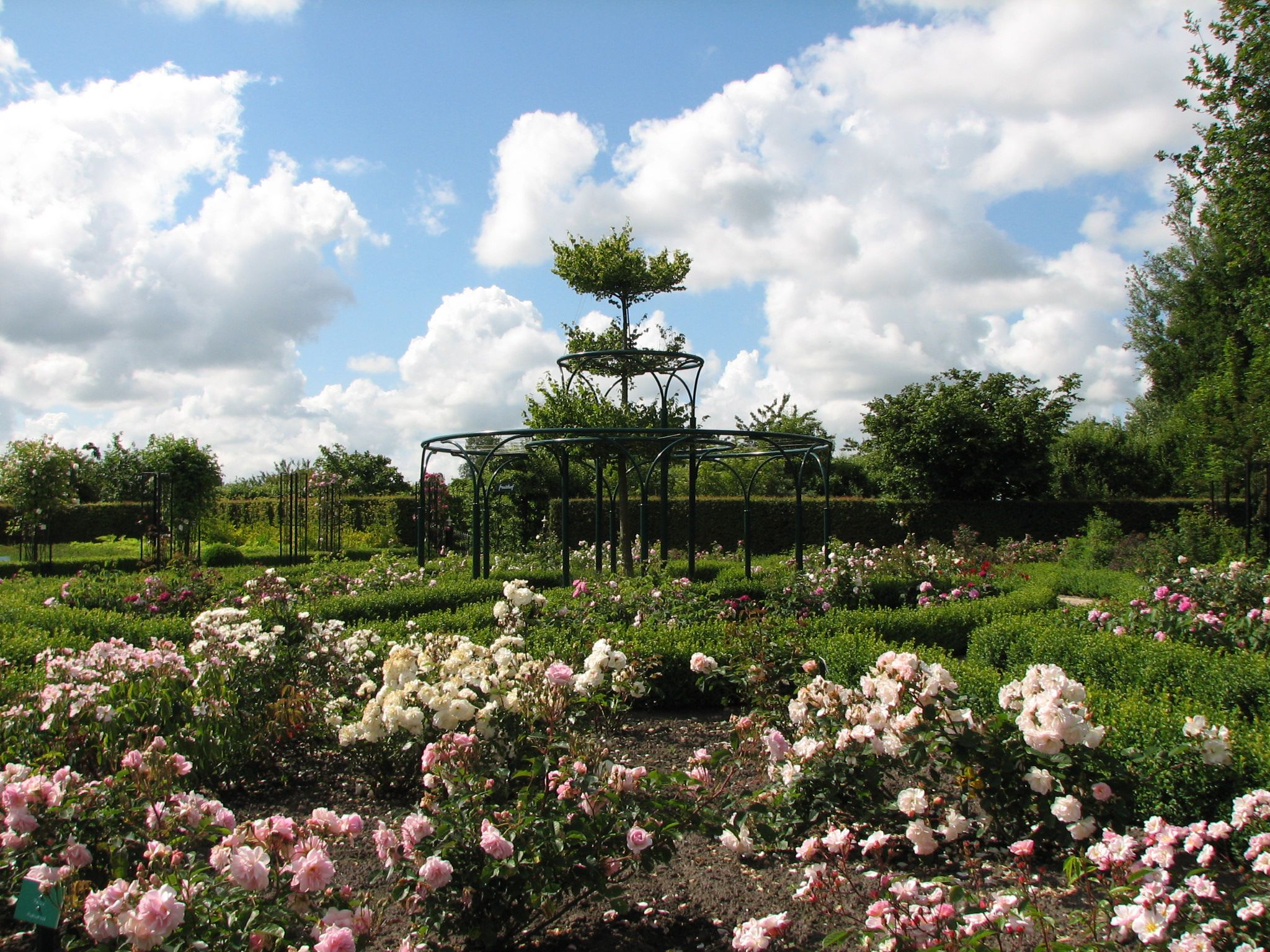
Розарій у місцевому ботанічному саду
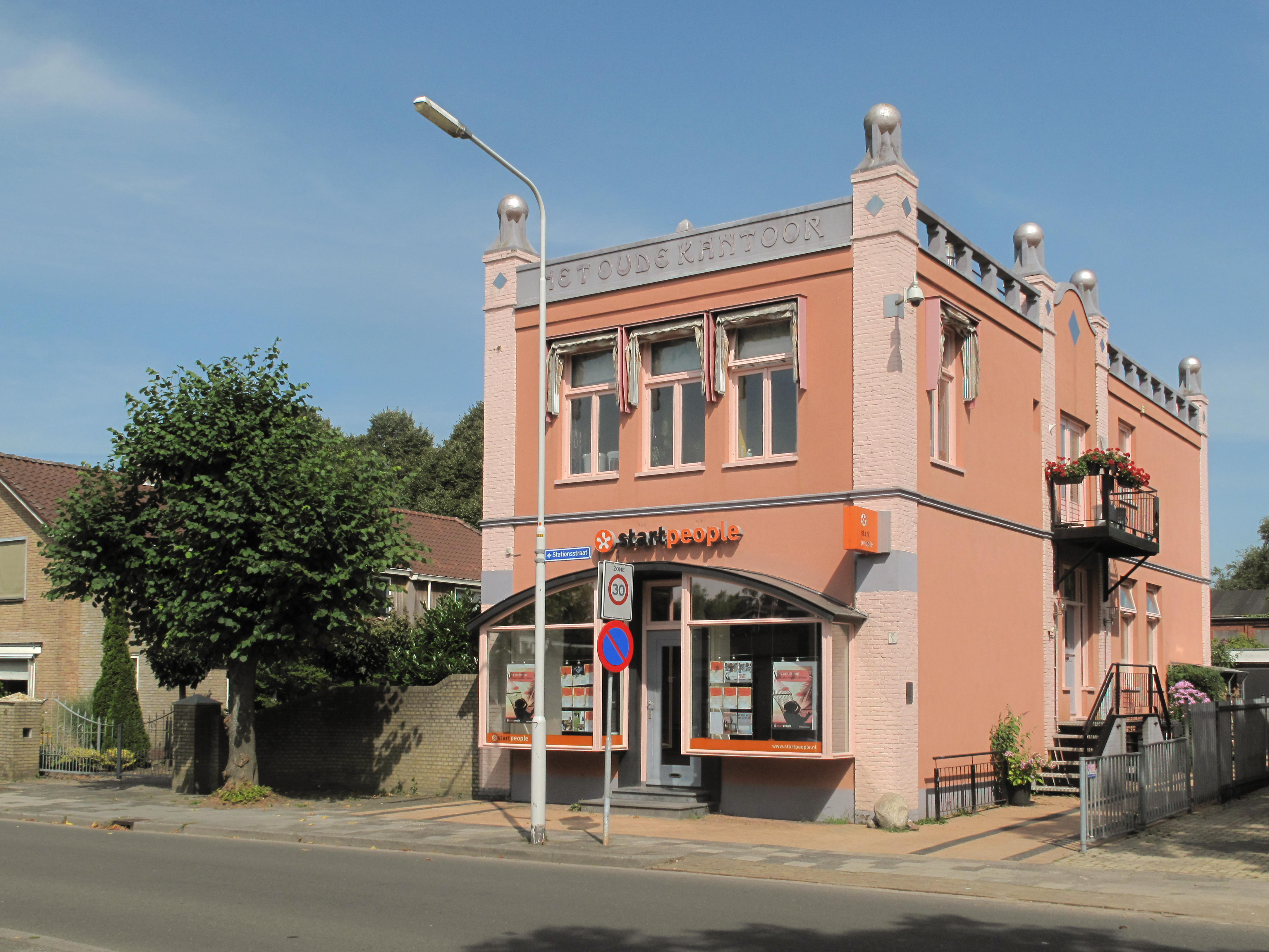
Будівля служби зайнятості
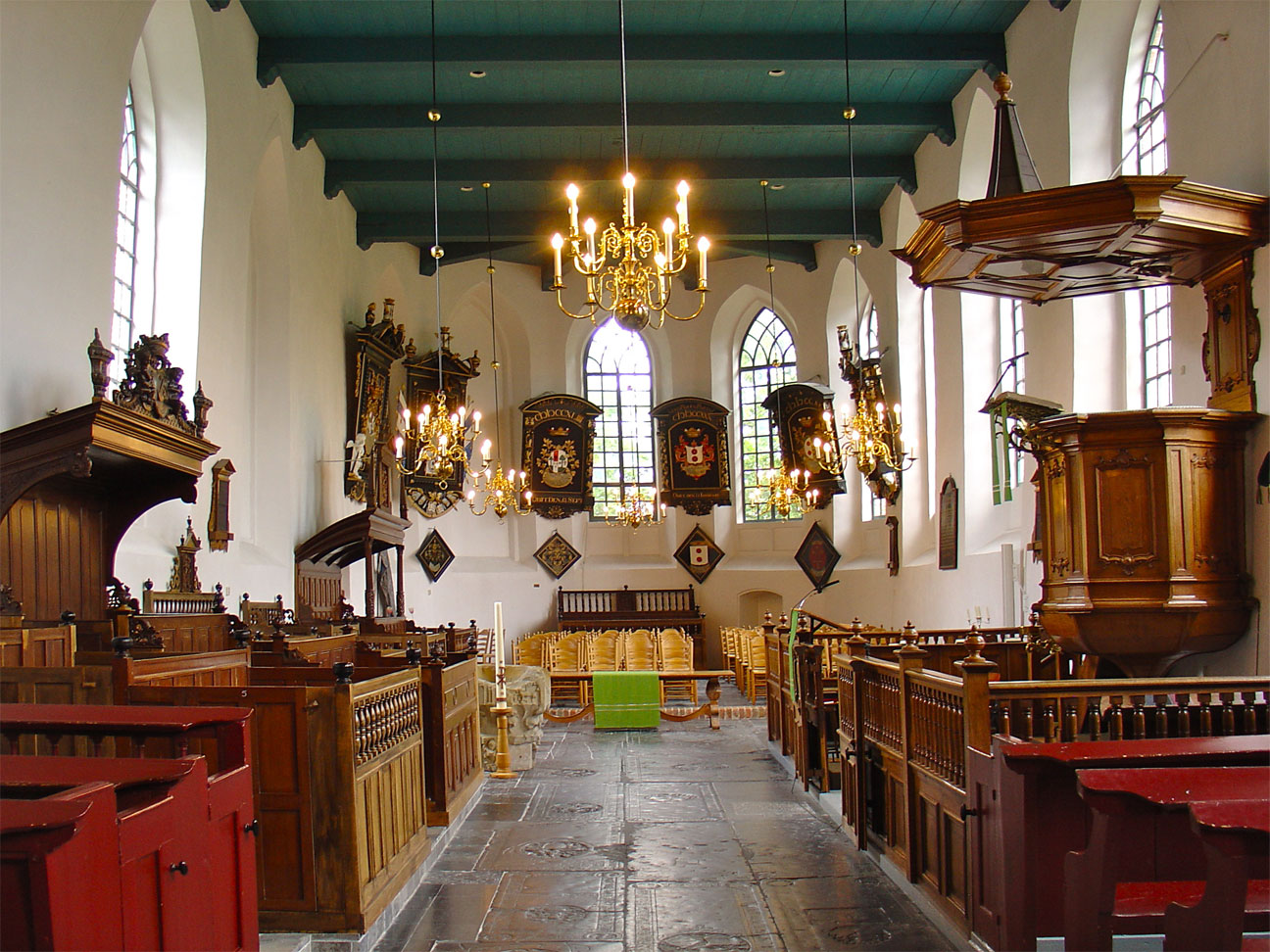
Інтер'єр сільської церкви
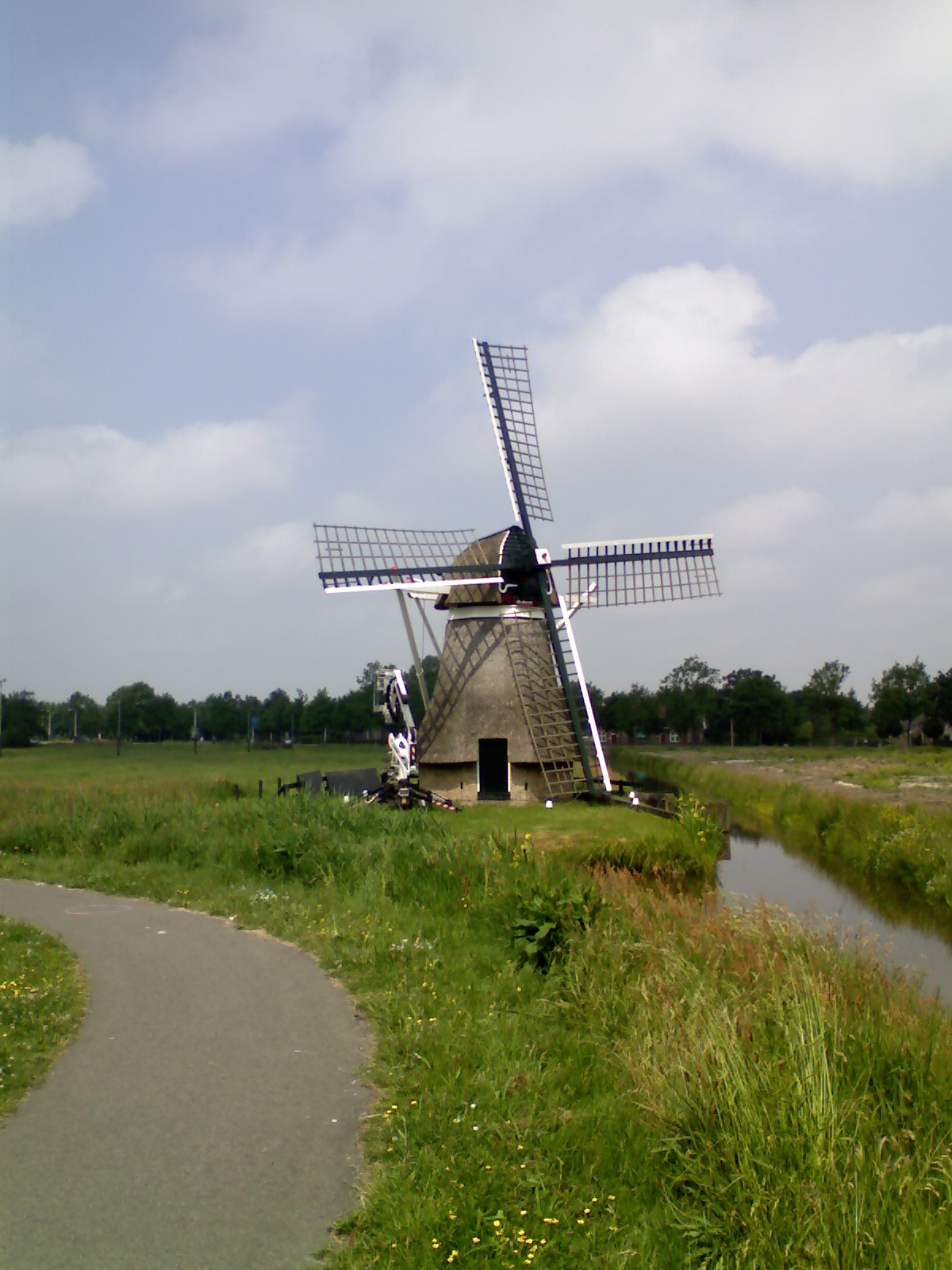
Вітряк